# Теорія пластин Міндліна-Рейснера

Деформація пластини, яка показує переміщення серединної поверхні (червоне) і нормалі до цієї серединної поверхні (синє)

Теорія пластин Міндліна–Рейсснера являє собою розширенням теорії пластин Кірхгофа–Лява, яка враховує зсувні напруження та деформації по товщині пластини. Дана теорія була запропонована в 1951 році Раймондом Міндліном. Аналогічна, але не ідентична, теорія була запропоновані раніше Еріком Рейснером в 1945 році. Обидві теорії вивчають товсті пластини, в яких нормаль до серединної поверхні залишається прямою, але не обов'язково перпендикулярно до неї.Теорія Міндліна–Рейсснера використовується для розрахунку деформацій і напружень у пластині, чия товщина становить близько однієї десятої вимірюваної площі, в той час, як теорія Кірхгофа-Лява застосовується для більш тонких пластин.
Хотя і теорія називається на честь двох вчених, все-таки більш правильно її називати теорія пластин Міндліна. Теорія Рейснера трохи відрізняється від неї. Обидві теорії включають в площині зсув напруг, і обидві є розширенням теорії пластин Кірхгофа-Лява.
Теорія Міндліна передбачає, що існує лінійна зміна зміщень по товщині пластини, але сама товщина пластини не змінюється при деформації. Додаткове припущення полягає в тому, що нормальне напруження по товщині ігнорується; це припущення також називається плоский напружений стан. З іншого боку, теорія Рейсснера припускає, що напруження при згині лінійні, а зсувні напруження квадратичні по товщину плити. Це призводить до ситуації, коли зсув по товщині не обов'язково лінійний і товщина пластини може змінюватися в процесі деформації.

## Теорія Міндліна
Теорія Міндліна була спочатку отримана для ізотропних пластин, використовуючи рівноважні міркування. Більш загальний варіант теорії, створений на енергетичних міркуваннях, обговорюється тут.

### Допустимі поля зміщень
Гіпотеза Міндліна каже, що зміщення в пластині мають вигляд
{\displaystyle {\begin{aligned}u_{\alpha }(\mathbf {x} )&=u_{\alpha }^{0}(x_{1},x_{2})-x_{3}~\varphi _{\alpha }~;~~\alpha =1,2\\u_{3}(\mathbf {x} )&=w^{0}(x_{1},x_{2})\end{aligned}}}
де {\displaystyle x_{1}} і {\displaystyle x_{2}} є декартовими координатами на серединній поверхні недеформованої пластини і {\displaystyle x_{3}} є координатою напрямку товщини, {\displaystyle u_{\alpha }^{0},~\alpha =1,2} — переміщення на площині серединної поверхні,
{\displaystyle w^{0}}— переміщення серединної поверхні в напрямку {\displaystyle x_{3}}, {\displaystyle \varphi _{1}} і {\displaystyle \varphi _{2}} — кути, які утворює нормаль до серединної поверхні до осі {\displaystyle x_{3}}. На відміну від теорії Кірхгофа-Лява, де {\displaystyle \varphi _{\alpha }} є прямо пов'язана з {\displaystyle w^{0}}, теорія Міндіна вимагає, щоб {\displaystyle \varphi _{1}\neq w_{,1}^{0}} і {\displaystyle \varphi _{2}\neq w_{,2}^{0}}.
|  |

### Співвідношення між деформаціями і переміщеннями
В залежності від обертання нормалей пластини, можна отримати дві різні апроксимації для напруження з основних кінематичних припущень.
Для малих напружень і поворотів, співвідношення між деформаціями і переміщеннями для пластин Міндліна–Рейсснера мають вигляд:
{\displaystyle {\begin{aligned}\varepsilon _{\alpha \beta }&={\frac {1}{2}}(u_{\alpha ,\beta }^{0}+u_{\beta ,\alpha }^{0})-{\frac {x_{3}}{2}}~(\varphi _{\alpha ,\beta }+\varphi _{\beta ,\alpha })\\\varepsilon _{\alpha 3}&={\cfrac {1}{2}}\left(w_{,\alpha }^{0}-\varphi _{\alpha }\right)\\\varepsilon _{33}&=0\end{aligned}}}
Деформація зсуву, а отже, і напруга зсуву по товщині пластини не нехтуються в цій теорії. Однак деформації зсуву є константою по всій товщині плити. Вони не є точними, так як напруга зсуву вважається параболічного навіть для пластини з простою геометрією. Для обрахунку похибки в деформації зсуву застосовується корекційний коефіцієнт зсуву ({\displaystyle \kappa }) так, що правильна кількість внутрішньої енергії і передбачається теорією. Тоді
{\displaystyle \varepsilon _{\alpha 3}={\cfrac {1}{2}}~\kappa ~\left(w_{,\alpha }^{0}-\varphi _{\alpha }\right)}

### Рівняння рівноваги
Рівняння рівноваги для пластин Міндліна–Рейсснера для малих деформацій і обертань мають вигляд
{\displaystyle {\begin{aligned}&N_{\alpha \beta ,\alpha }=0\\&M_{\alpha \beta ,\beta }-Q_{\alpha }=0\\&Q_{\alpha ,\alpha }+q=0\end{aligned}}}
Напруження в площині визначаються як
{\displaystyle N_{\alpha \beta }:=\int _{-h}^{h}\sigma _{\alpha \beta }~dx_{3}\,,}
рівнодіючий момент визначається як
{\displaystyle M_{\alpha \beta }:=\int _{-h}^{h}x_{3}~\sigma _{\alpha \beta }~dx_{3}\,,}
і рівнодіюий зсув визначається як
{\displaystyle Q_{\alpha }:=\kappa ~\int _{-h}^{h}\sigma _{\alpha 3}~dx_{3}\,.}
|  |  |

|  |

### Граничні умови
Граничні умови позначаються граничними термінами з принципу можливих переміщень.
Якщо єдиною зовнішньою силою є вертикальна сила на верхній поверхні пластини, то граничні умови мають вигляд
{\displaystyle {\begin{aligned}n_{\alpha }~N_{\alpha \beta }&\quad \mathrm {or} \quad u_{\beta }^{0}\\n_{\alpha }~M_{\alpha \beta }&\quad \mathrm {or} \quad \varphi _{\alpha }\\n_{\alpha }~Q_{\alpha }&\quad \mathrm {or} \quad w^{0}\end{aligned}}}

### Співвідношення між напруженням та деформацією
Співвідношення між напруженням та деформацією для лінійних пружних пластин Міндліна–Рейсснера плити дають наступне
{\displaystyle {\begin{aligned}\sigma _{\alpha \beta }&=C_{\alpha \beta \gamma \theta }~\varepsilon _{\gamma \theta }\\\sigma _{\alpha 3}&=C_{\alpha 3\gamma \theta }~\varepsilon _{\gamma \theta }\\\sigma _{33}&=C_{33\gamma \theta }~\varepsilon _{\gamma \theta }\end{aligned}}}
Так {\displaystyle \sigma _{33}} не з'являється у рівнянь рівноваги, вважається, що воно не має ніякого впливу і ним нехтується. Інші співвідношення напруження–деформації для ортотропного матеріалу може бути записано у матричній формі у вигляді
{\displaystyle {\begin{bmatrix}\sigma _{11}\\\sigma _{22}\\\sigma _{23}\\\sigma _{31}\\\sigma _{12}\end{bmatrix}}={\begin{bmatrix}C_{11}&C_{12}&0&0&0\\C_{12}&C_{22}&0&0&0\\0&0&C_{44}&0&0\\0&0&0&C_{55}&0\\0&0&0&0&C_{66}\end{bmatrix}}{\begin{bmatrix}\varepsilon _{11}\\\varepsilon _{22}\\\varepsilon _{23}\\\varepsilon _{31}\\\varepsilon _{12}\end{bmatrix}}}
Тоді,
{\displaystyle {\begin{bmatrix}N_{11}\\N_{22}\\N_{12}\end{bmatrix}}=\int _{-h}^{h}{\begin{bmatrix}C_{11}&C_{12}&0\\C_{12}&C_{22}&0\\0&0&C_{66}\end{bmatrix}}{\begin{bmatrix}\varepsilon _{11}\\\varepsilon _{22}\\\varepsilon _{12}\end{bmatrix}}dx_{3}=\left\{\int _{-h}^{h}{\begin{bmatrix}C_{11}&C_{12}&0\\C_{12}&C_{22}&0\\0&0&C_{66}\end{bmatrix}}~dx_{3}\right\}{\begin{bmatrix}u_{1,1}^{0}\\u_{2,2}^{0}\\{\frac {1}{2}}~(u_{1,2}^{0}+u_{2,1}^{0})\end{bmatrix}}}
і
{\displaystyle {\begin{bmatrix}M_{11}\\M_{22}\\M_{12}\end{bmatrix}}=\int _{-h}^{h}x_{3}~{\begin{bmatrix}C_{11}&C_{12}&0\\C_{12}&C_{22}&0\\0&0&C_{66}\end{bmatrix}}{\begin{bmatrix}\varepsilon _{11}\\\varepsilon _{22}\\\varepsilon _{12}\end{bmatrix}}dx_{3}=-\left\{\int _{-h}^{h}x_{3}^{2}~{\begin{bmatrix}C_{11}&C_{12}&0\\C_{12}&C_{22}&0\\0&0&C_{66}\end{bmatrix}}~dx_{3}\right\}{\begin{bmatrix}\varphi _{1,1}\\\varphi _{2,2}\\{\frac {1}{2}}(\varphi _{1,2}+\varphi _{2,1})\end{bmatrix}}}
Для умов зсуву
{\displaystyle {\begin{bmatrix}Q_{1}\\Q_{2}\end{bmatrix}}=\kappa ~\int _{-h}^{h}{\begin{bmatrix}C_{55}&0\\0&C_{44}\end{bmatrix}}{\begin{bmatrix}\varepsilon _{31}\\\varepsilon _{32}\end{bmatrix}}dx_{3}={\cfrac {\kappa }{2}}\left\{\int _{-h}^{h}{\begin{bmatrix}C_{55}&0\\0&C_{44}\end{bmatrix}}~dx_{3}\right\}{\begin{bmatrix}w_{,1}^{0}-\varphi _{1}\\w_{,2}^{0}-\varphi _{2}\end{bmatrix}}}
Поздовжня жорсткість має такий вигляд
{\displaystyle A_{\alpha \beta }:=\int _{-h}^{h}C_{\alpha \beta }~dx_{3}}
Жорсткість при згині має такий вигляд
{\displaystyle D_{\alpha \beta }:=\int _{-h}^{h}x_{3}^{2}~C_{\alpha \beta }~dx_{3}\,.}

## Теорія Міндліна для ізотропних пластин
Для рівномірної, однорідної і ізотропної пластини, співвідношення між напруженням та деформацією у площині пластини має вигляд 
{\displaystyle {\begin{bmatrix}\sigma _{11}\\\sigma _{22}\\\sigma _{12}\end{bmatrix}}={\cfrac {E}{1-\nu ^{2}}}{\begin{bmatrix}1&\nu &0\\\nu &1&0\\0&0&1-\nu \end{bmatrix}}{\begin{bmatrix}\varepsilon _{11}\\\varepsilon _{22}\\\varepsilon _{12}\end{bmatrix}}\,.}
де {\displaystyle E} — модуль Юнга, {\displaystyle \nu } — коефіцієнт Пуассона і 
{\displaystyle \varepsilon _{\alpha \beta }} — площинна деформація. Напруження і деформація пов'язані через зсув по товщині таким чином
{\displaystyle \sigma _{31}=2G\varepsilon _{31}\quad {\text{and}}\quad \sigma _{32}=2G\varepsilon _{32}}
де {\displaystyle G=E/(2(1+\nu ))} — модуль зсуву.

### Визначальні співвідношення
Співвідношення між рівнодіючою напруження та узагальною деформацією має такий вигляд
{\displaystyle {\begin{bmatrix}N_{11}\\N_{22}\\N_{12}\end{bmatrix}}={\cfrac {2Eh}{1-\nu ^{2}}}{\begin{bmatrix}1&\nu &0\\\nu &1&0\\0&0&1-\nu \end{bmatrix}}{\begin{bmatrix}u_{1,1}^{0}\\u_{2,2}^{0}\\{\frac {1}{2}}~(u_{1,2}^{0}+u_{2,1}^{0})\end{bmatrix}}\,,}
{\displaystyle {\begin{bmatrix}M_{11}\\M_{22}\\M_{12}\end{bmatrix}}=-{\cfrac {2Eh^{3}}{3(1-\nu ^{2})}}{\begin{bmatrix}1&\nu &0\\\nu &1&0\\0&0&1-\nu \end{bmatrix}}{\begin{bmatrix}\varphi _{1,1}\\\varphi _{2,2}\\{\frac {1}{2}}(\varphi _{1,2}+\varphi _{2,1})\end{bmatrix}}\,,}
і
{\displaystyle {\begin{bmatrix}Q_{1}\\Q_{2}\end{bmatrix}}=\kappa G2h{\begin{bmatrix}w_{,1}^{0}-\varphi _{1}\\w_{,2}^{0}-\varphi _{2}\end{bmatrix}}\,.}
Жорсткість при згині має такий вигляд
{\displaystyle D={\cfrac {2Eh^{3}}{3(1-\nu ^{2})}}\,.}
Для пластини товщини {\displaystyle h} на жорсткість при вигині має вигляд
{\displaystyle D={\cfrac {Eh^{3}}{12(1-\nu ^{2})}}\,.}

### Визначальні рівняння
Якщо відкинути розширення плити в площині, визначальні рівняння матимуть вигляд
{\displaystyle {\begin{aligned}M_{\alpha \beta ,\beta }-Q_{\alpha }&=0\\Q_{\alpha ,\alpha }+q&=0\,.\end{aligned}}}
З точки зору узагальнених деформацій, ці рівняння можна записати у вигляді
{\displaystyle {\begin{aligned}&\nabla ^{2}\left({\frac {\partial \varphi _{1}}{\partial x_{1}}}+{\frac {\partial \varphi _{2}}{\partial x_{2}}}\right)=-{\frac {q}{D}}\\&\nabla ^{2}w^{0}-{\frac {\partial \varphi _{1}}{\partial x_{1}}}-{\frac {\partial \varphi _{2}}{\partial x_{2}}}=-{\frac {q}{\kappa Gh}}\\&\nabla ^{2}\left({\frac {\partial \varphi _{1}}{\partial x_{2}}}-{\frac {\partial \varphi _{2}}{\partial x_{1}}}\right)=-{\frac {2\kappa Gh}{D(1-\nu )}}\left({\frac {\partial \varphi _{1}}{\partial x_{2}}}-{\frac {\partial \varphi _{2}}{\partial x_{1}}}\right)\,.\end{aligned}}}
Граничні умови по краях прямокутної пластини мають вигляд
{\displaystyle {\begin{aligned}{\text{simply supported}}\quad &\quad w^{0}=0,M_{11}=0~({\text{or}}~M_{22}=0),\varphi _{1}=0~({\text{or}}~\varphi _{2}=0)\\{\text{clamped}}\quad &\quad w^{0}=0,\varphi _{1}=0,\varphi _{2}=0\,.\end{aligned}}}

## Зв'язок з теорією Рейсснера
Канонічний зв'язок для теорії зсувного деформування ізотропної
плити може бути виражений як
{\displaystyle {\begin{aligned}M_{11}&=D\left[{\mathcal {A}}\left({\frac {\partial \varphi _{1}}{\partial x_{1}}}+\nu {\frac {\partial \varphi _{2}}{\partial x_{2}}}\right)-(1-{\mathcal {A}})\left({\frac {\partial ^{2}w^{0}}{\partial x_{1}^{2}}}+\nu {\frac {\partial ^{2}w^{0}}{\partial x_{2}^{2}}}\right)\right]+{\frac {q}{1-\nu }}\,{\mathcal {B}}\\M_{22}&=D\left[{\mathcal {A}}\left({\frac {\partial \varphi _{2}}{\partial x_{2}}}+\nu {\frac {\partial \varphi _{1}}{\partial x_{1}}}\right)-(1-{\mathcal {A}})\left({\frac {\partial ^{2}w^{0}}{\partial x_{2}^{2}}}+\nu {\frac {\partial ^{2}w^{0}}{\partial x_{1}^{2}}}\right)\right]+{\frac {q}{1-\nu }}\,{\mathcal {B}}\\M_{12}&={\frac {D(1-\nu )}{2}}\left[{\mathcal {A}}\left({\frac {\partial \varphi _{1}}{\partial x_{2}}}+{\frac {\partial \varphi _{2}}{\partial x_{1}}}\right)-2(1-{\mathcal {A}})\,{\frac {\partial ^{2}w^{0}}{\partial x_{1}\partial x_{2}}}\right]\\Q_{1}&={\mathcal {A}}\kappa Gh\left(\varphi _{1}+{\frac {\partial w^{0}}{\partial x_{1}}}\right)\\Q_{2}&={\mathcal {A}}\kappa Gh\left(\varphi _{2}+{\frac {\partial w^{0}}{\partial x_{2}}}\right)\,.\end{aligned}}}
Зауважимо що товщина пластини має значення {\displaystyle h} (а не {\displaystyle 2h}) в наведених вище рівняннях і {\displaystyle D=Eh^{3}/[12(1-\nu ^{2})]}. Якщо визначаємо момент Маркуса,
{\displaystyle {\mathcal {M}}=D\left[{\mathcal {A}}\left({\frac {\partial \varphi _{1}}{\partial x_{1}}}+{\frac {\partial \varphi _{2}}{\partial x_{2}}}\right)-(1-{\mathcal {A}})\nabla ^{2}w^{0}\right]+{\frac {2q}{1-\nu ^{2}}}{\mathcal {B}}}
ми можемо виразити рівнодіючу зсуву як
{\displaystyle {\begin{aligned}Q_{1}&={\frac {\partial {\mathcal {M}}}{\partial x_{1}}}+{\frac {D(1-\nu )}{2}}\left[{\mathcal {A}}{\frac {\partial }{\partial x_{2}}}\left({\frac {\partial \varphi _{1}}{\partial x_{2}}}-{\frac {\partial \varphi _{2}}{\partial x_{1}}}\right)\right]-{\frac {\mathcal {B}}{1+\nu }}{\frac {\partial q}{\partial x_{1}}}\\Q_{2}&={\frac {\partial {\mathcal {M}}}{\partial x_{2}}}-{\frac {D(1-\nu )}{2}}\left[{\mathcal {A}}{\frac {\partial }{\partial x_{1}}}\left({\frac {\partial \varphi _{1}}{\partial x_{2}}}-{\frac {\partial \varphi _{2}}{\partial x_{1}}}\right)\right]-{\frac {\mathcal {B}}{1+\nu }}{\frac {\partial q}{\partial x_{2}}}\,.\end{aligned}}}
Поєднуючи вище наведені співвідношення та визначальні рівняння, запишемо рівняння рівноваги для узагальнених переміщень у наступному вигляді
{\displaystyle {\begin{aligned}&\nabla ^{2}\left({\mathcal {M}}-{\frac {\mathcal {B}}{1+\nu }}\,q\right)=-q\\&\kappa Gh\left(\nabla ^{2}w^{0}+{\frac {\mathcal {M}}{D}}\right)=-\left(1-{\cfrac {{\mathcal {B}}c^{2}}{1+\nu }}\right)q\\&\nabla ^{2}\left({\frac {\partial \varphi _{1}}{\partial x_{2}}}-{\frac {\partial \varphi _{2}}{\partial x_{1}}}\right)=c^{2}\left({\frac {\partial \varphi _{1}}{\partial x_{2}}}-{\frac {\partial \varphi _{2}}{\partial x_{1}}}\right)\end{aligned}}}
де
{\displaystyle c^{2}={\frac {2\kappa Gh}{D(1-\nu )}}\,.}
У теорії Міндліна, {\displaystyle w^{0}} — це поперечне переміщення серединної поверхні пластини та величини {\displaystyle \varphi _{1}} і {\displaystyle \varphi _{2}} є обертаннями нормалі на серединній поверхні відносно осей {\displaystyle x_{2}} і {\displaystyle x_{1}} відповідно. Канонічними параметрами цієї теорії є {\displaystyle {\mathcal {A}}=1} і {\displaystyle {\mathcal {B}}=0}. Корекційний коефіцієнт зсуву {\displaystyle \kappa } зазвичай має значення {\displaystyle 5/6}.
З іншого боку, у теорії Рейсснера, {\displaystyle w^{0}} — середньозважений поперечний прогин, а {\displaystyle \varphi _{1}} і {\displaystyle \varphi _{2}} еквівалентні обороти, які не ідентичні з теорією Міндліна.

## Зв'язок з теорією Кірхгофа-Лява
Якщо ми визначимо момент сум у теорії Кірхгофа-Лява таким чином
{\displaystyle {\mathcal {M}}^{K}:=-D\nabla ^{2}w^{K}}
то ми можемо показати, що 
{\displaystyle {\mathcal {M}}={\mathcal {M}}^{K}+{\frac {\mathcal {B}}{1+\nu }}\,q+D\nabla ^{2}\Phi }
де {\displaystyle \Phi } — бігармонічна функція, така, що {\displaystyle \nabla ^{2}\nabla ^{2}\Phi =0}. Ми можемо також
показути, що, якщо {\displaystyle w^{K}} — зміщення, яке передбачається для пластин Кірхгофа-Лява, то
{\displaystyle w^{0}=w^{K}+{\frac {{\mathcal {M}}^{K}}{\kappa Gh}}\left(1-{\frac {{\mathcal {B}}c^{2}}{2}}\right)-\Phi +\Psi }
де {\displaystyle \Psi } — функція, яка задовольняє рівняння Лапласа {\displaystyle \nabla ^{2}\Psi =0}. Повороти нормалі пов'язані з переміщенням пластин Кірхгофа-Лява таким чином 
{\displaystyle {\begin{aligned}\varphi _{1}=-{\frac {\partial w^{K}}{\partial x_{1}}}-{\frac {1}{\kappa Gh}}\left(1-{\frac {1}{\mathcal {A}}}-{\frac {{\mathcal {B}}c^{2}}{2}}\right)Q_{1}^{K}+{\frac {\partial }{\partial x_{1}}}\left({\frac {D}{\kappa Gh{\mathcal {A}}}}\nabla ^{2}\Phi +\Phi -\Psi \right)+{\frac {1}{c^{2}}}{\frac {\partial \Omega }{\partial x_{2}}}\\\varphi _{2}=-{\frac {\partial w^{K}}{\partial x_{2}}}-{\frac {1}{\kappa Gh}}\left(1-{\frac {1}{\mathcal {A}}}-{\frac {{\mathcal {B}}c^{2}}{2}}\right)Q_{2}^{K}+{\frac {\partial }{\partial x_{2}}}\left({\frac {D}{\kappa Gh{\mathcal {A}}}}\nabla ^{2}\Phi +\Phi -\Psi \right)+{\frac {1}{c^{2}}}{\frac {\partial \Omega }{\partial x_{1}}}\end{aligned}}}
де 
{\displaystyle Q_{1}^{K}=-D{\frac {\partial }{\partial x_{1}}}\left(\nabla ^{2}w^{K}\right)~,~~Q_{2}^{K}=-D{\frac {\partial }{\partial x_{2}}}\left(\nabla ^{2}w^{K}\right)~,~~\Omega :={\frac {\partial \varphi _{1}}{\partial x_{2}}}-{\frac {\partial \varphi _{2}}{\partial x_{1}}}\,.}